# Alfred Tomanek
Alfred Florian Tomanek (ur. 4 maja 1900 w Grodźcu Śląskim, zm. 11 kwietnia 1962), lekarz, działacz społeczny, żołnierz.

## Życiorys
Był synem Józefa Tomanka i Albertyny z d. Brandys; bratankiem Jerzego Tomanka. Ukończył szkołę podstawową i gimnazjum w Cieszynie, a później Wydział Medyczny Uniwersytetu Jagiellońskiego. Po ukończeniu studiów ze stopniem doktora wszech nauk w 1926 roku został asystentem na Uniwersytecie Jagiellońskim. Później przeniósł się do Borysławia, gdzie pracował do 1939 roku. 
19 lutego 1940 roku aresztowany przez NKWD. Skazano go na 8 lat więzienia za nieujawnienie władzom radzieckim członków Związku Walki Zbrojnej. Przebywał w obozie karnym Saw-Urallager w obwodzie swierdłowskim. Od października 1941 lekarz Armii Polskiej. W Iranie został lekarzem wojskowym łącznikowym i tłumaczem języka angielskiego przy Szefostwie Sanitarnym Obozu Ewakuacyjnego nr 1. Później został mianowany kierownikiem Wydziału Służby Zdrowia przy Delegacie Min. Pracy i Opieki Społecznej w Bombaju. Otaczał opieką pięć ośrodków m.in. Osiedle Polskie w Valivade, Ośrodek Opieki Społecznej w Panchgani i Obozem Przejściowym w Karaczi. Założył też Koło Śląskich Cieszyniaków w Bombaju.
Po zakończeniu wojny pracował w Szpitalu Wojennym Polskim nr 8 w Bombaju, a później (jako internista i stomatolog) w Anglii. 
Alfred Tomanek zginął 11 kwietnia 1962 roku w wypadku samochodowym.
Wybrane publikacje: Leczenie biologiczne w praktyce lekarskiej (Warszawa 1937), Kolka wątrobowa (Warszawa 1938), Kurs badań laboratoryjno-lekarskich (1947). W maszynopisach pozostają m.in. Skrypt techniki dentystycznej, Ziołolecznictwo, Nadciśnienie a starość i Zarys organizacyjny służby zdrowia.